# Australske Alper
De Australske Alper er en fælles betegnelse for de højeste bjergkæder i det sydøstlige Australien.
Vigtige områder i de Australske Alper er blandt andre:
- Mount Kosciuszko
- Mount Bogong
- Snowy Mountains
- Kosciuszko National Park
- Alpine National Park i delstaten Victoria

## Australian Alps Walking Track
Australian Alps Walking Track eller de Australske Alpers Vandrerute er en vandrerute på 655 km, der går fra Walhalla til Tharwa, ACT nær Canberra.
De fleste enkeltpersoner der forsøger at gennemføre ruten tager normalt 30-40 dage, mens de fleste grupper brugt 50-60 dage til at gå den fulde rute, men ruten er blevet tilbagelagt på helt ned til 12 dage. De følgende er de hurtigste tider for hele ruten i fire kategorier:
- Blandet køn, selvforsørgende hold: 11 dage og 9 timer af John Riley, Kylie Salm og Phil Robinson d. 26. november 2019.
- Mand, selvforsørgende: 10 dage, 23 timer og 14 minutter af Paul Cuthbert & Tom Bartlett d. 26. januar 2022.
- Mand med støtte: 13 dage og 11 timer af Beau Miles d. 17. marts 2011.
- Kvinde, selvforsørgende: 24 dage og 0 timer af Emma Timmis d. 17. april 2016.